# Tramlink
Tramlink (Трэмлинк) (первоначально Кройдонский трамвай) — трамвайная система, действующая в южной части Лондона (Великобритания), открылась в мае 2000 года. Трамвайная система управляется одним из отделов правительственной организации Transport for London — London Tramlink.
Трэмлинк на семи станциях пересекается с Национальной железной дорогой Великобритании (National Rail), на станции Уимблдон пересекается с Лондонским метрополитеном (линия Дистрикт), а на станции Уэст Кройдон с Лондонской надземкой (Восточная линия). Одной из причин строительства Трэмлинка явилось отсутствие метрополитена в Кройдоне.
На улицах с небольшим движением автомобилям разрешен проезд по трамвайным путям, которые проходят посреди улицы, на крупных автомобильных дорогах трамваям выделена отдельная полоса, по которой движение автомобилей запрещено. На некоторых участках маршруты трамвая проходят по внеуличным линиям.

## История

### Строительство
В 1990 году районный совет Кройдона вместе с организацией Лондонский региональный транспорт (LRT), которая в те годы отвечала за весь общественный транспорт в Лондоне, внесли в парламент проект строительства Кройдонского трамвая, который был принят, что дало LRT возможность построить и запустить Трэмлинк.
В 1996 году организация Tramtrack Croydon Ltd (TCL) получила концессию, сроком на 99 лет, на разработку, строительство, эксплуатацию и поддержание Трэмлинка. TCL являлась товариществом, в состав которого входили компании FirstGroup и Bombardier Transportation (обеспечили подвижным составом), Sir Robert McAlpine Ltd и Amey Construction Ltd (построили трамвайную систему) и Королевский банк Шотландии и транснациональная компания 3i (организовали финансирование).

### Использование линий до Трэмлинка
В системе кройдонского трамвая действует четыре маршрута: первый соединяет ул. Элмерс Энд Роуд на северо-западе района Бромли с ул. Уэллсли Роуд в центре Кройдона. Второй маршрут соединяет Уэллсли Роуд со станцией (ст.) Бекенхем Джанкшен на северо-западе Бромли. Третий соединяет ст. Нью Аддингтон на юго-востоке Кройдона со ст. Уимблдон на северо-западе района Мертон. Четвёртый маршрут связывает Элмерс Энд Роуд со ст. Терапиа Лейн в Саттоне.
В прошлом участок между станциями Элмерс Энд и Вудсайд, на котором сейчас ходят первый, второй и четвёртый маршрут Трэмлинка, был ответвлением к ст. Аддискомб, принадлежащей British Rail. Современная трамвайная остановка Аддискомб находится в 500 метрах к западу от разрушенной сейчас старой железнодорожной станции. Старое станционное здание и другая инфраструктура на ст. Вудсайд заброшены; в связи с тем, что станция сегодня используется только как трамвайная остановка, высокие платформы были снесены, а вместо них построены низкие.
От ст. Вудсайд почти до ст. Сандилендс (маршруты 1, 2 и 4) и почти от ст. Сандилендс через тоннель Парк Хилл до ст. Ллойд Парк (маршрут 3) кройдонский трамвай следует по путям закрытой в 1983 году железнодорожной ветки Woodside and South Croydon Joint Railway компании British Rail.
На третьем маршруте, на участке между станциями Уимблдон и Уэст Кройдон Трэмлинк идёт по большей части старой однопутной ветки компании British Rail, которая была закрыта 31 мая 1997 года для того, чтобы по ней мог ходить городской трамвай. В пределах этого участка железной дороги, почти от ст. Фипс Бридж и почти до ст. Ривз Корнер, третья линия кройдонского трамвая проходит по маршруту Суррейской железной дороги, работавшей с 1803 по 1846 год, что даёт Трэмлинку притязание на звание одной из самых старых железнодорожных линий в мире — железнодорожная станция Митчам, которая была закрыта в 1997 году и перестроена под одноимённую трамвайную остановку, существовала ещё задолго до появления кройдонского трамвая.
Второй маршрут Трэмлинка между станциями Биркбек и Бекенхем Джанкшен проходит параллельно участку линии Кри́сталл Пэлэс — Бекенхем Джанкшен (Crystal Palace to Beckenham Junction line), обслуживаемой «Британской Национальной железной дорогой» (National Rail).

### Покупка корпорацией TfL
В марте 2008 года TfL (Transport for London) объявила о том, что достигла соглашения о покупке TCL за £98 млн. Покупка была оформлена 28 июня 2008 года. В октябре 2008 года, TfL ввела новое цветовое оформление вагонов, на которых стали использоваться зелёные, белые и синие цвета вместо красно-белой цветовой комбинации. Это было сделано для того, чтобы трамваи визуально отличались от автобусов. В остальном покупка Трэмлинка корпорацией TfL не повлияла на его работу.

## Общая информация

### Остановки

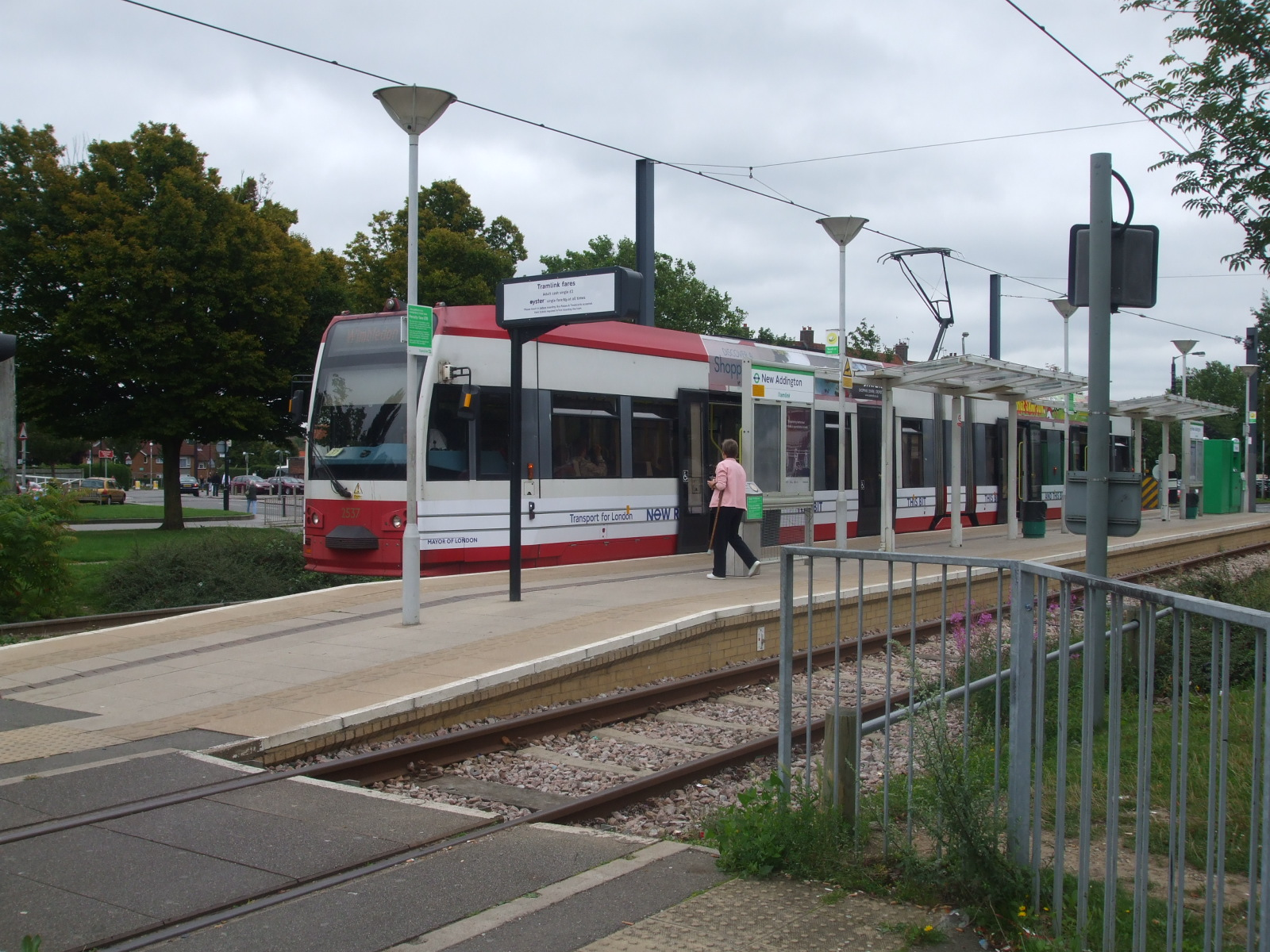
Станция Нью Аддингтон

На всех трамвайных остановках низкие, высотой 35 см над уровнем железнодорожного полотна, платформы, которые расположены на одном уровне с дверьми вагонов. Это позволяет людям на инвалидных колясках и пассажирам с детскими колясками беспрепятственно занять место в вагоне, а благодаря отсутствию ступенек пассажирам не приходится поднимать ногу и делать большой шаг вперёд, чтобы зайти в трамвай, что особенно важно для людей преклонного возраста. Платформы составляют с тротуарами единое целое, то есть отсутствуют различные ступеньки и бортовые камни. На большинстве из 39 станций длина платформы составляет 32,2 м. Платформы имеют ширину более 2 м. Остановки работают без обслуживающего персонала, они оборудованы автоматами по продаже билетов. Как правило, переход с одной платформы на другую осуществляется по железнодорожным настилам.
Трэмлинку принадлежит ряд станций, которые ранее обслуживались другими железнодорожными операторами. Высокие платформы на таких станциях были снесены, а вместо них построены низкие трамвайные, кроме станций Уимблдон и Элмерс Энд, где уровень трамвайного пути был поднят относительно железнодорожных путей, достигнув уровня стандартной высокой платформы, что даёт возможность осуществлять кросс-платформенную пересадку.
38 станций были открыты вместе с вводом в эксплуатацию Трэмлинка в мае 2000 года. Станция Сентрал на Тамворд-роуд открылась 10 декабря 2005 года. С открытием этой станции время прохождения всех маршрутов несколько увеличилось, в связи с чем был поднят вопрос о покупке дополнительных трамваев, с тем, чтобы сохранить первоначальный график движения трамваев.
Все остановки доступны инвалидам. Вдоль края платформы идёт полоса, выложенная рельефной плиткой. На всех станциях ведётся видеонаблюдение, имеются информационные дисплеи, автоматизированные пункты помощи пассажирам, нажатием кнопки на которых можно связаться с диспетчером, автоматы по продаже билетов и считыватели Oyster карт. На платформах есть урны для мусора, фонарные столбы и доска объявлений, а также скамейки под навесом.
Информационные дисплеи показывают ожидаемое время прибытия двух следующих трамваев. На них также могут отображаться различные сообщения от диспетчеров, например, о задержках трамваев или даже замечания хулиганам, которые могут бросать различные предметы на пути.

### Маршруты
| Условные обозначения | Условные обозначения                     |
| Символ               | Обозначение                              |
| -------------------- | ---------------------------------------- |
|                      | Маршрут 1 и 2.                           |
|                      | Маршрут 3.                               |
|                      | Маршрут 4.                               |
|                      | Общий для всех четырёх маршрутов участок |
|                      | Лондонский метрополитен                  |
|                      | Лондонская надземка                      |
|                      | National Rail.                           |

Трэмлинк не показан на обычной схеме лондонского метрополитена, но обозначается на карте «London Connections map» (расширенная версия карты, на которую нанесены помимо линий лондонского метрополитена также линии Трэмлинка, лондонской надземки, линия Доклендского лёгкого метро, Хитроу-Экспресс и другие железнодорожные линии в Лондоне). 23 июля 2006 года, транспортная сеть была реструктурирована: на маршруте 1 (от Кройдона до Эдмерс-Энд) и маршруте 2 (от Бекенхем Джанкшен до Кройдона) трамваи с понедельника по субботу стали ходить каждые 10 мин, а в воскресенье каждые 30 мин; на маршруте 3 (от Нью Аддингтон до Уимблдон) трамваи ходят каждые 7,5 мин с понедельника по субботу и каждые 15 минут в воскресенье.
В июне 2012 года, был введён четвёртый маршрут, который связывает Элмерс Энд Роуд со ст. Терапиа Лейн.

### Изменение цветовых обозначений маршрутов

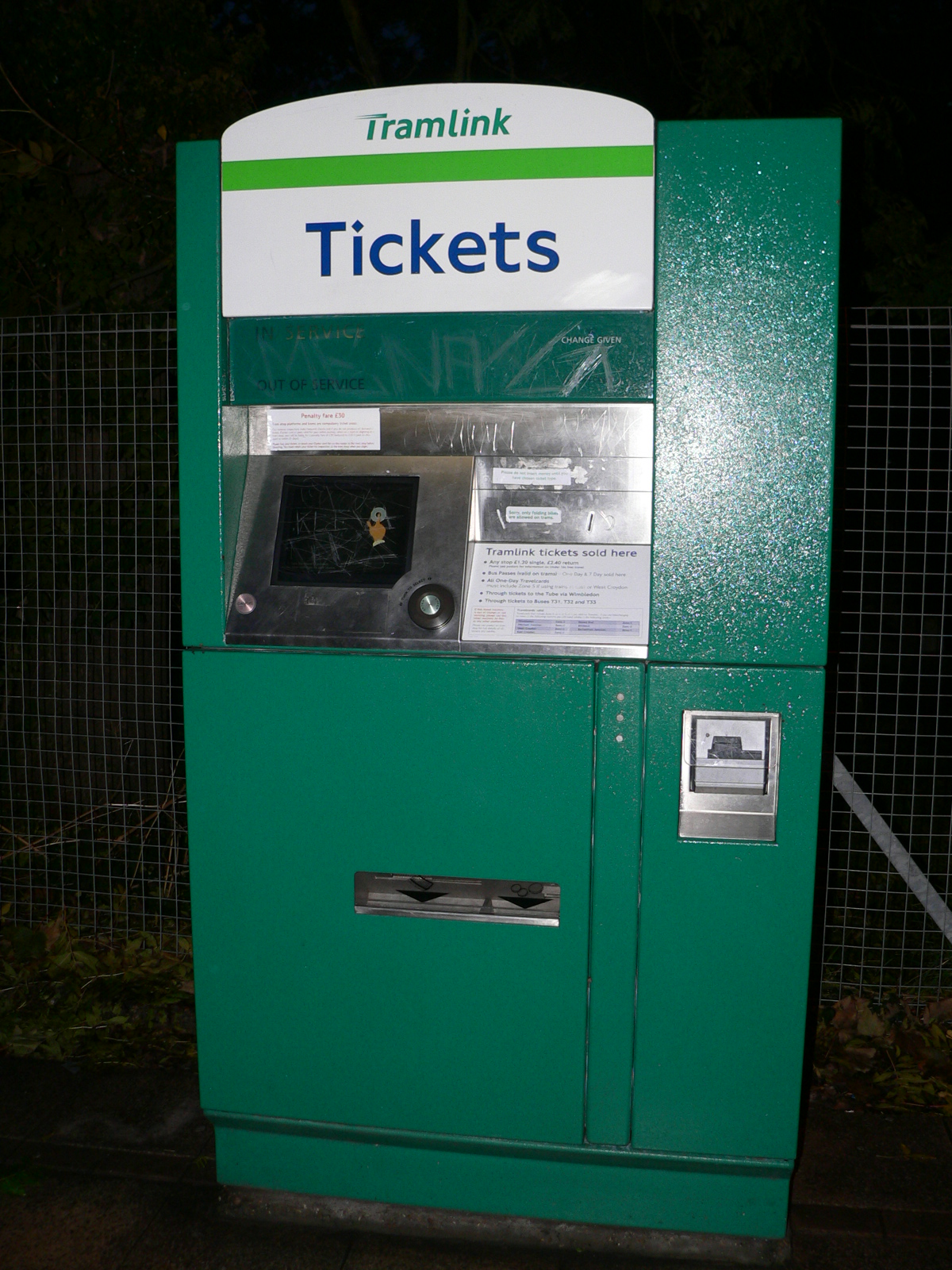
Автомат по продаже билетов на станции

Когда TfL стала владельцем Трэмлинка, была разработана новая схема кройдонской трамвайной системы. Объединённые первый и второй маршруты обозначаются на схеме лаймовым цветом (Trams Green). Третий маршрут обозначается на схеме тёмно-зелёным цветом, а четвёртый светло-зелёным. Первоначально (до покупки TCL корпорацией TfL) первая линия трэмлинка обозначалась жёлтым, вторая красным, а третья зелёным (цвет линии Дистрикт Лондонского метрополитена).

### Оплата проезда
Системы оплаты трамвая и автобуса объединены, автобусные билеты действительны и в Трэмлинке. В даблдекере действуют точно такие же тарифы, что и в трамвае.
Стоимость проезда для всех пассажиров старше 11 лет при оплате наличными деньгами составляет £2.30, а при оплате картой Oyster цена уменьшается для взрослых до £ 1.35, а для несовершеннолетних пассажиров старше 11 лет до £0.65. Проезд в трамвае для детей до 11 лет бесплатный.
Оплата проезда осуществляется с помощью билетных автоматов, которые есть на каждой платформе. Держатели Oyster карт перед входом в трамвай должны приложить свою карту к валидатору, который имеется на каждой платформе.

### Подвижной состав
Всего в системе кройдонского трамвая работает 34 единицы подвижного состава. Первоначально в трамвайном парке насчитывалось 24 сочленённых низкопольных состава модели Flexity Swift CR4000, построенных компанией Bombardier в Вене. Бортовые номера трамваев начинаются с 2530, бортовой номер 2529 имел один из вагонов закрытой в 1952 году лондонской трамвайной системы. В 2006 году вагоны CR4000 были заново отремонтированы и перекрашены в новые фирменные цвета.
В январе 2011 года Трэмлинк объявил тендер на поставку дополнительных 10 новых или подержанных составов. 18 августа 2011 года TfL объявила о том, что заключён контракт на сумму £16 млн с компанией Stadler Rail AG на поставку шести составов модели Variotram, подобные тем, что действуют в трамвайной системе Бергена (Норвегия). Составы начали поставляться в конце лета 2011. Эти составы используются на маршруте 4, между станциями Терапиа-Лейн и Элмерс-Энд, а также на других маршрутах. Трамваи были введены в эксплуатацию весной 2012 года. 
Также планировалась покупка ещё четырёх трамваев, которые пришли в депо в 2015 году.
| Модель                 | Фотография | Макс. скор-ть | Макс. скор-ть | Количество | Годы постройки  |
| Модель                 | Фотография | миль/ч        | км/ч          | Количество | Годы постройки  |
| ---------------------- | ---------- | ------------- | ------------- | ---------- | --------------- |
| Flexity Swift CR4000   |            | 50            | 80            | 24         | 1998-2000       |
| Stadler Rail Variobahn |            | 50            | 80            | 10         | 2011-2012, 2015 |